# Everett (Massachusetts)
Everett es una ciudad situada en el condado de Middlesex, Massachusetts, Estados Unidos. Tiene una población estimada, a mediados de 2023, de 50 318 habitantes.
Es parte del área metropolitana de Boston.

## Geografía
La localidad está ubicada en las coordenadas 42°24′21″N 71°3′17″O / 42.40583, -71.05472. Según la Oficina del Censo, tiene una superficie total de 9.49 km², de los cuales 8.85 km² corresponden a tierra firme y 0.64 km² están cubiertos de agua.

## Demografía
Según el censo de 2020, en ese momento la ciudad tenía una población de 49 075 habitantes. La densidad de población era de 5545.20 hab./km². El 37.40% de los habitantes eran blancos, el 14.65% eran afroamericanos, el 0.66% eran amerindios, el 7.56% eran asiáticos, el 0.03% eran isleños del Pacífico, el 22.51% son de otras razas y el 17.19% eran de una mezcla de razas. Del total de la población, el 28.51% eran hispanos o latinos de cualquier raza.